# بلز کورنرز
بلز کورنرز (انگلیسی: Bells Corners) یک منطقه حومه شهر در کالج وارد در شهر اتاوا، انتاریو، کانادا است. این شهر در شهر سابق نپئن، انتاریو در کمربند سبز غربی اتاوا واقع شده‌است. بر اساس سرشماری کانادا در سال ۲۰۱۶، جمعیت این جامعه ۹۲۷۲ نفر بود.